# Ga Yeongdeungpo
Ga Yeongdeungpo (Tiếng Hàn: 영등포역, Hanja: 永登浦驛) là ga đường sắt trên Tuyến Gyeongbu và ga tàu điện ngầm trên Tàu điện ngầm vùng thủ đô Seoul tuyến 1 ở Yeongdeungpobon-dong, Yeongdeungpo-gu, Seoul, Hàn Quốc. Là một trong những ga trung tâm ở Seoul, nó phục vụ nhu cầu của khu vực phía Tây Nam Seoul. Nhà ga còn gồm Lotte Department Store và trong nhà ga còn có Lotteria, Dunkin' Donuts, Krispy Kreme và KFC.

## Lịch sử
- 5 tháng 9 năm 1900: Chính thức hoạt động[3]
- 1 tháng 4 năm 1936: Sáp nhập vào Tuyến Gyeongbu
- 1 tháng 4 năm 1938: Đổi tên từ Ga Yeongdeungpo (영등포역) thành Ga Namgyeongseong (남경성역)
- 1 tháng 4 năm 1943: Trở về Ga Yeongdeungpo
- 1 thang 1 năm 1949: Thăng lên ga hạng 5.
- 30 tháng 6 năm 1950: Nhà ga bị mất do Chiến tranh Triều Tiên
- 12 tháng 1 năm 1965: Hoàn thành xây dựng nhà ga mới
- 1 tháng 2 năm 1968: Thăng lên ga hạng 4.
- 15 tháng 8 năm 1974: Tàu điện ngầm vùng thủ đô khai trương, kết nối trực tiếp với Tàu điện ngầm Seoul tuyến 1.
- 1 tháng 9 năm 1987: hởi công xây dựng nhà ga do tư nhân tài trợ
- 21 tháng 7 năm 1990: Hoàn thành xây dựng nhà ga bằng vốn tư nhân
- 25 tháng 7 năm 2003: Một vụ tai nạn xảy ra khi Kim Haeng-gyun, người quản lý vận hành tàu vào thời điểm đó, cố gắng cứu một hành khách bị ngã trên đường ray nhưng lại bị thương.
- 1 tháng 4 năm 2004: Với việc khai trương KTX, tất cả các chuyến tàu Saemaeul-ho bắt đầu dừng lại.
- 1 tháng 5 năm 2006: Việc xử lý hàng hóa đường sắt chấm dứt.
- 1 tháng 7 năm 2006: Bãi bỏ hệ thống trạm quản lý khu vực và điều chỉnh thành ga thông thường (cấp 1).
- 15 tháng 12 năm 2008: Điện khí hóa đường đôi của Tuyến Janghang (Cheonan ~ Sinchang) được khai trương và tuyến Nuri bắt đầu vào ngày 1 tháng 6 năm 2009 (Seoul ~ Sinchang).
- 1 tháng 1 năm 2010: Lắp đặt cửa chắn sân ga tàu điện ngầm
- 1 tháng 1 năm 2010: Nhà ga được tu sửa lại như hiện tại.
- 1 tháng 11 năm 2010: KTX (Tuyến Gyeongbu) bắt đầu với hai điểm dừng khứ hồi
- 12 tháng 5 năm 2014: Bắt đầu tuyến ITX-Saemaeul (Tuyến Gyeongbu, Tuyến Honam)
- 1 tháng 6 năm 2014: Tuyến ITX-Saemaeul bắt đầu (Tuyến Gyeongjeon, Tuyến Jeolla)
- 1 tháng 10 năm 2014: Tàu S-Train bắt đầu hoạt động
- 5 tháng 2 năm 2015: Tàu G-Train bắt đầu hoạt động
- 29 tháng 5 năm 2015: Tạm dừng xử lý hàng hóa[4]
- 1 tháng 6 năm 2015: Tàu O-Train bắt đầu hoạt động
- 16 tháng 5 năm 2016: Tàu O-Train tạm dừng hoạt động[5]
- 16 tháng 7 năm 2016: Tàu O-Train hoạt động trở lại
- 23 tháng 3 năm 2018: Dịch vụ ITX-Cheongchun (Seoul ~ Daejeon) bị đình chỉ
- 1 tháng 7 năm 2018: KTX (qua Suwon) dừng bắt buộc
- 30 tháng 12 năm 2019: Tuyến Nuriro giữa Seoul ~ Sinchang lại bị đình chỉ
- 13 tháng 1 năm 2020: Khởi động lại tuyến Nuri (Seoul ~ Sinchang)
- 3 tháng 2 năm 2020: Tàu O-Train tạm dừng hoạt động
- 2 tháng 3 năm 2020: Tuyến Honam Nuri-ro và Tuyến Chungbuk (Seoul ~ Jecheon) bị tạm dừng
- 23 tháng 5 năm 2020: Dịch vụ Nuri-ro bị đình chỉ (Seoul ~ Sinchang)
- 20 tháng 6 năm 2022: Bắt đầu dịch vụ tốc hành trên đoạn Tuyến Gyeongin của Tàu điện ngầm vùng thủ đô Seoul tuyến 1
- 1 tháng 9 năm 2023: Dịch vụ ITX-Maum bắt đầu

## Dịch vụ
Chuyến tàu đầu tiên vào các ngày trong tuần (không bao gồm các ngày lễ quốc gia) khởi hành lúc 5 giờ 4 phút sáng đối với hướng Bắc và 5 giờ 25 sáng đối với hướng nam, trong khi chuyến cuối cùng lúc 00 giờ 24 giờ sáng đối với hướng bắc và 00,24 giờ sáng đối với hướng nam. Thời gian di chuyển đến Suwon mất 45 phút, trong khi thời gian đi đến Incheon mất 53 phút.

## Bố trí ga
| ↑ Singil   | ↑ Singil   | ↑ Singil   | ↑ Singil   | ↑ Singil   | ↑ Singil   | ↑ Singil   | ↑ Singil   | ↑ Seoul    | ↑ Seoul    | ↑ Seoul·Yongsan | ↑ Seoul·Yongsan | ↑ Seoul·Yongsan | ↑ Seoul·Yongsan | ↑ Seoul·Yongsan | ↑ Seoul·Yongsan | ↑ Seoul·Yongsan | ↑ Seoul·Yongsan |
| １         |            |            | ２         | ３         |            |            | ４         | ５         |            |                 | ６              | ７              |                 |                 | ８              | ９              |                 |
| Sindorim ↓ | Sindorim ↓ | Sindorim ↓ | Sindorim ↓ | Sindorim ↓ | Sindorim ↓ | Sindorim ↓ | Sindorim ↓ | Sindorim ↓ | Sindorim ↓ | Anyang ↓        | Anyang ↓        | Anyang ↓        | Anyang ↓        | Anyang ↓        | Anyang ↓        | Anyang ↓        | Anyang ↓        |

| １    | ● Tuyến 1                                                                                      | Tàu thường · Tuyến Gyeongwon Tốc hành                                    | ← Hướng đi Ga Seoul · Cheongnyangni · Uijeongbu · Yeoncheon   |
| ２    | ● Tuyến 1                                                                                      | Tàu thường · Tuyến Gyeongbu Tốc hành A                                   | → Hướng đi Guro · Incheon · Seodongtan · Cheonan · Sinchang → |
| ３    | ● Tuyến 1                                                                                      | Tuyến Gyeongin Tốc hành · Tốc hành đặc biệt                              | ← Hướng đi Daebang · Noryangjin · Yongsan                     |
| ４    | ● Tuyến 1                                                                                      | Tuyến Gyeongin Tốc hành · Tốc hành đặc biệt                              | → Hướng đi Bucheon · Bupyeong · Dongincheon →                 |
| ５    | ● Tuyến 1                                                                                      | Tàu đưa đón Gwangmyeong                                                  | → Hướng đi Guro · Gwangmyeong → / Kết thúc tại ga này         |
| ５    | ● Tuyến 1                                                                                      | Tuyến Gyeongbu Tốc hành B                                                | ← Hướng đi Seoul (mặt đất)                                    |
| ６·７ | Tuyến Gyeongbu · Tuyến Gyeongjeon · Tuyến Honam Tuyến Jeolla · Tuyến Janghang · Tuyến Chungbuk | KTX ITX-Saemaeul · ITX-Maum Saemaeul-ho · Mugunghwa-ho G-Train · S-Train | ← Hướng đi Yongsan · Seoul                                    |
| ８·９ | Tuyến Gyeongbu                                                                                 | KTX ITX-Saemaeul · ITX-Maum Mugunghwa-ho                                 | → Hướng đi Daejeon · Busan · Sinhaeundae →                    |
| ８·９ | Tuyến Gyeongjeon                                                                               | ITX-Saemaeul                                                             | → Hướng đi Dongdaegu · Masan · Jinju →                        |
| ８·９ | Tuyến Honam                                                                                    | ITX-Saemaeul · ITX-Maum Saemaeul-ho · Mugunghwa-ho                       | → Hướng đi Seodaejeon · Gwangju · Mokpo →                     |
| ８·９ | Tuyến Jeolla                                                                                   | ITX-Saemaeul · ITX-Maum Mugunghwa-ho · S-Train                           | → Hướng đi Seodaejeon · Jeonju · Yeosu–EXPO →                 |
| ８·９ | Tuyến Janghang                                                                                 | Saemaeul-ho · Mugunghwa-ho G-Train                                       | → Hướng đi Cheonan–Asan · Hongseong · Iksan →                 |
| ８·９ | Tuyến Chungbuk                                                                                 | Mugunghwa-ho                                                             | → Hướng đi Cheongju · Chungju · Jecheon →                     |

## Xung quanh nhà ga
| Nhà ga       | Lối ra \| 나가는 곳 \| Exit \| 出口 | Lối ra \| 나가는 곳 \| Exit \| 出口 | Ghi chú                                                                                    |
| ------------ | ----------------------------------- | --- | ------------------------------------------------------------------------------------------ |
| Trên mặt đất | 1                                   | Trung tâm cộng đồng Yeongdeungpobon-dong, Công viên Yeongdeungpo, Yeongdeungpo-dong 1-ga, Yeongdeungpo Doosan We've APT, Trường trung học cơ sở Yeongwon, Trường trung học phổ thông Janghoon, Trường trung học nữ sinh Yeongdeungpo        |                                                                                            |
| Trên mặt đất | 2                                   | Trung tâm cộng đồng Singil 4-dong |                                                                                            |
| Trên mặt đất | 3                                   | Lotte Department Store Chi nhánh Yeongdeungpo, Quảng trường ga Yeongdeungpo, Trung tâm văn hóa Yeongdeungpo, Văn phòng thuế Guro, Trường tiểu học Yeongdeungpo, Văn phòng đăng ký tòa án quận phía Nam Seoul                                | Lối vào kết hợp cho ga trên mặt đất và ga ngầm.                                            |
| Ngầm         | 4                                   | Trung tâm cộng đồng Dorim-dong, Yeongdeungpo Prugio APT, Yeongdeungpo Art Xi APT, Trường tiểu học Yeongwon, Chợ Dorim, Đại học Mở Hàn Quốc, Trung tâm cộng đồng Singil 3-dong, Trường tiểu học Dorim                                        |                                                                                            |
| Ngầm         | 5                                   | Vòng xuyến Yeongdeungpo, Yeongdeungpo-dong 3-ga, Đại học Hallym Bệnh viện Hangang Sacred Heart, Dịch vụ phúc lợi và bồi thường cho người lao động Hàn Quốc, Chợ Yeongdeungpo                                                                | Gần lối ra 3.                                                                              |
| Ngầm         | 6                                   | Bưu điện Yeongdeungpo, AceHighTech City, Shindong Appamily APT, Quảng trường Thời đại Gyeongbang Times Square, Shinsegae Department Store, Trạm cứu hỏa Yeongdeungpo, Bưu điện Mullae-dong, Chung cư Mullae Xi APT, Khu vực Ga Yeongdeungpo | Số lối vào được ấn định cho lối vào trung tâm mua sắm dưới lòng đất. Nó nằm cạnh lối ra 3. |

## Hình ảnh

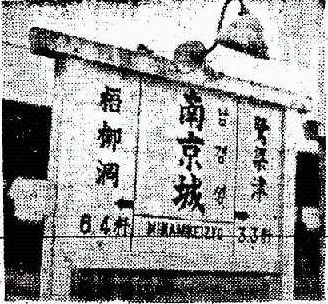
Một cột mốc quan trọng từ thời ga Namgyeongseong
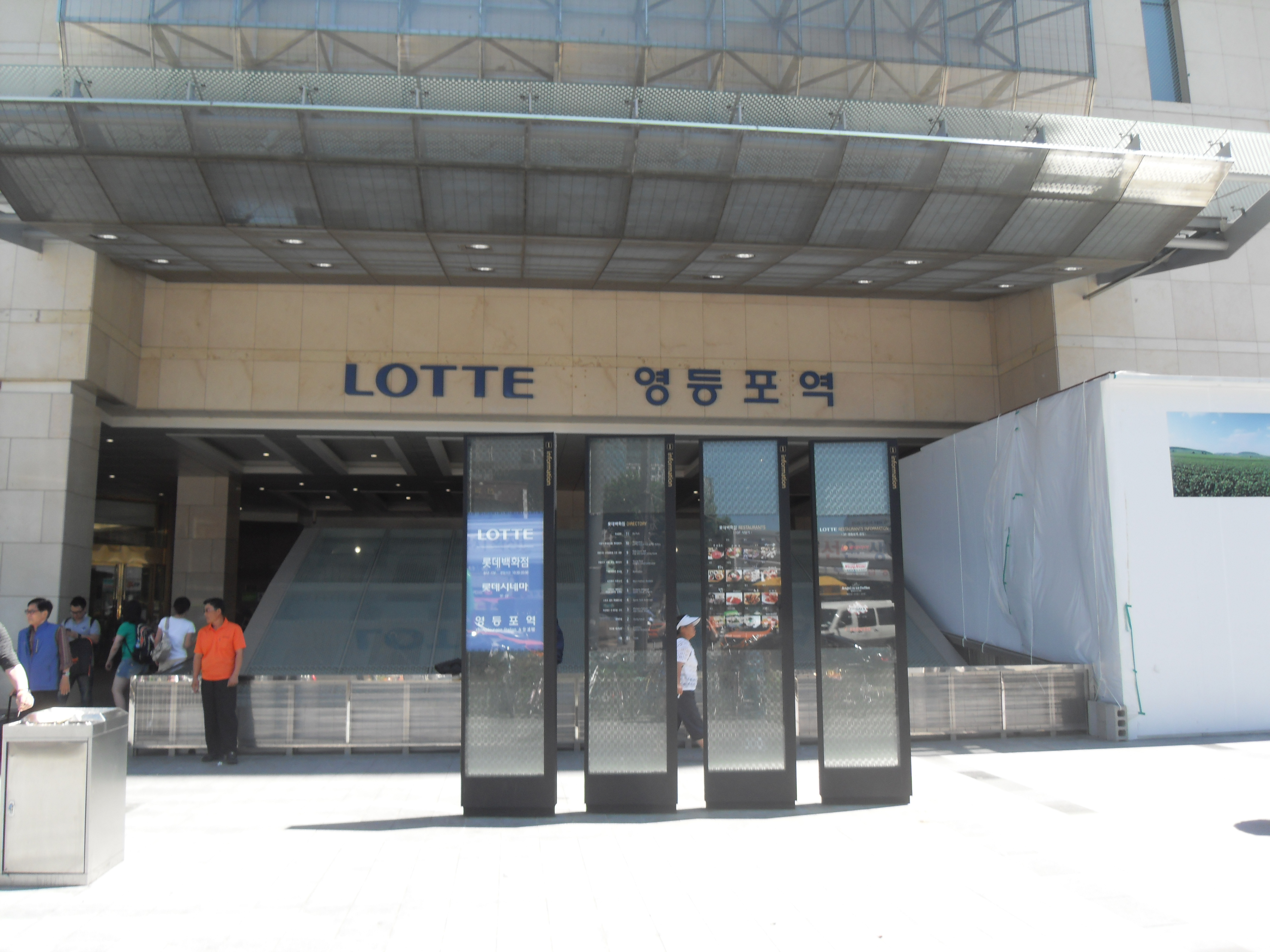
Nhà ga
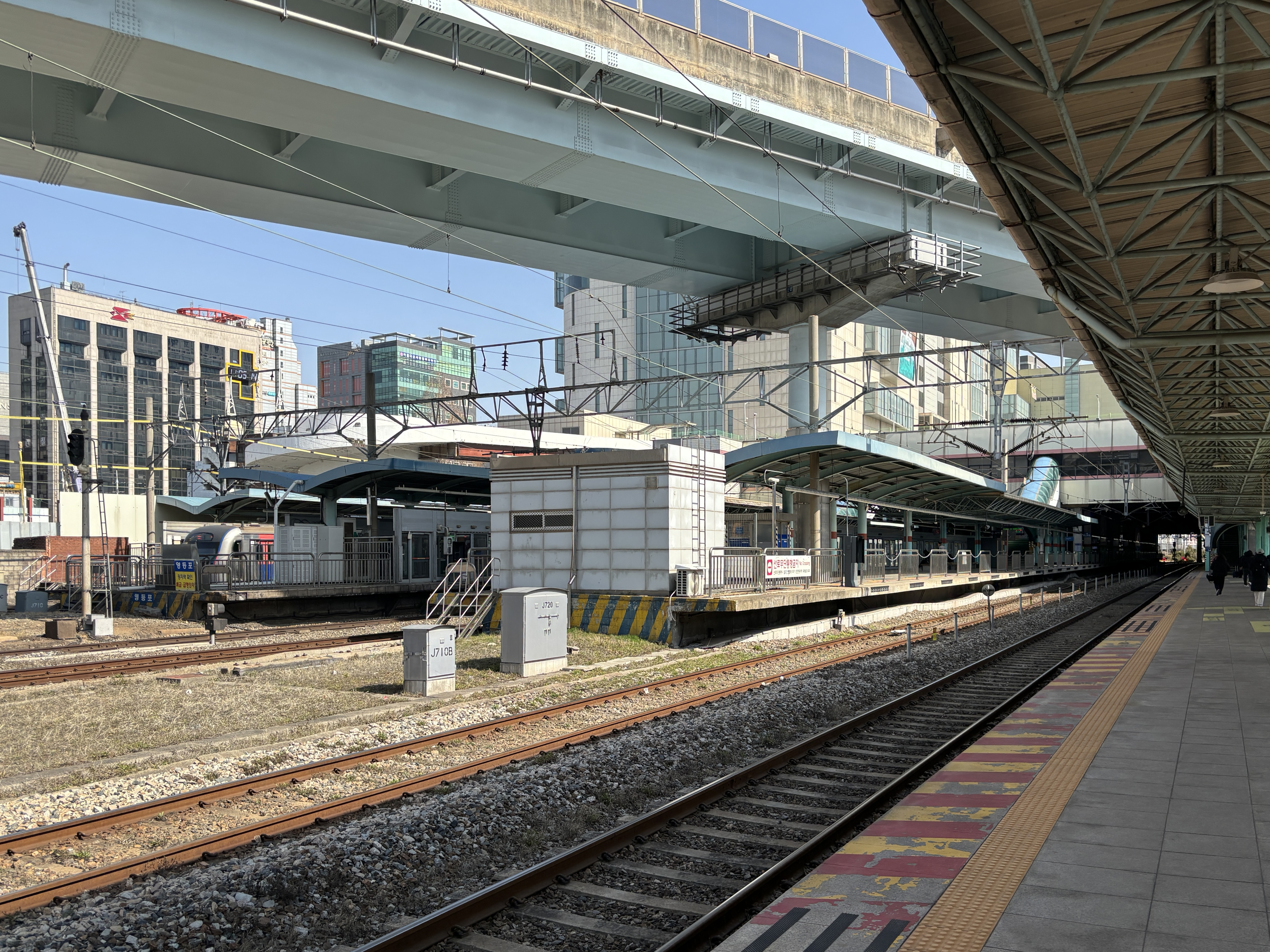
Sân ga tàu điện ngầm tuyến 1
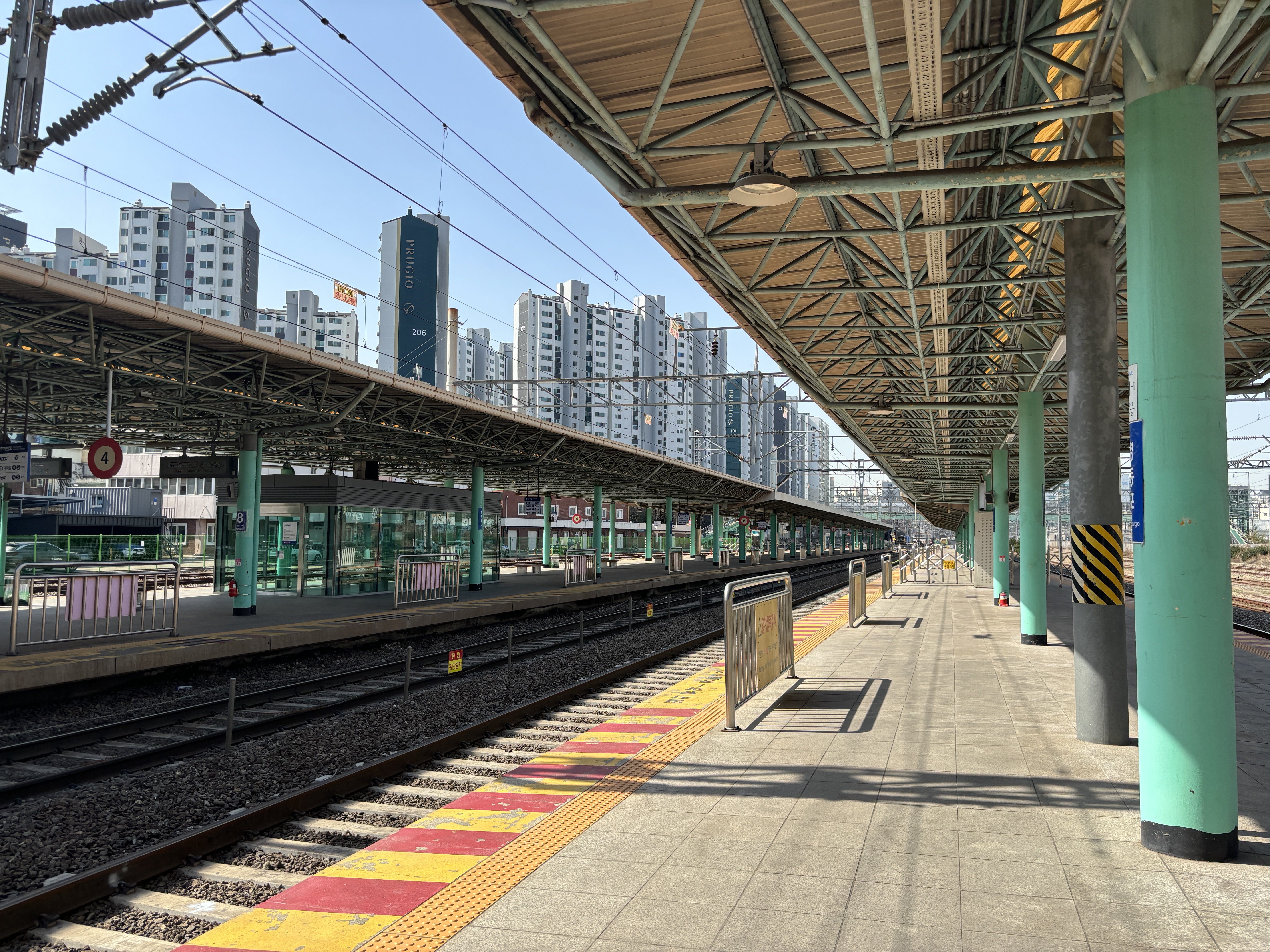
Sân ga chung
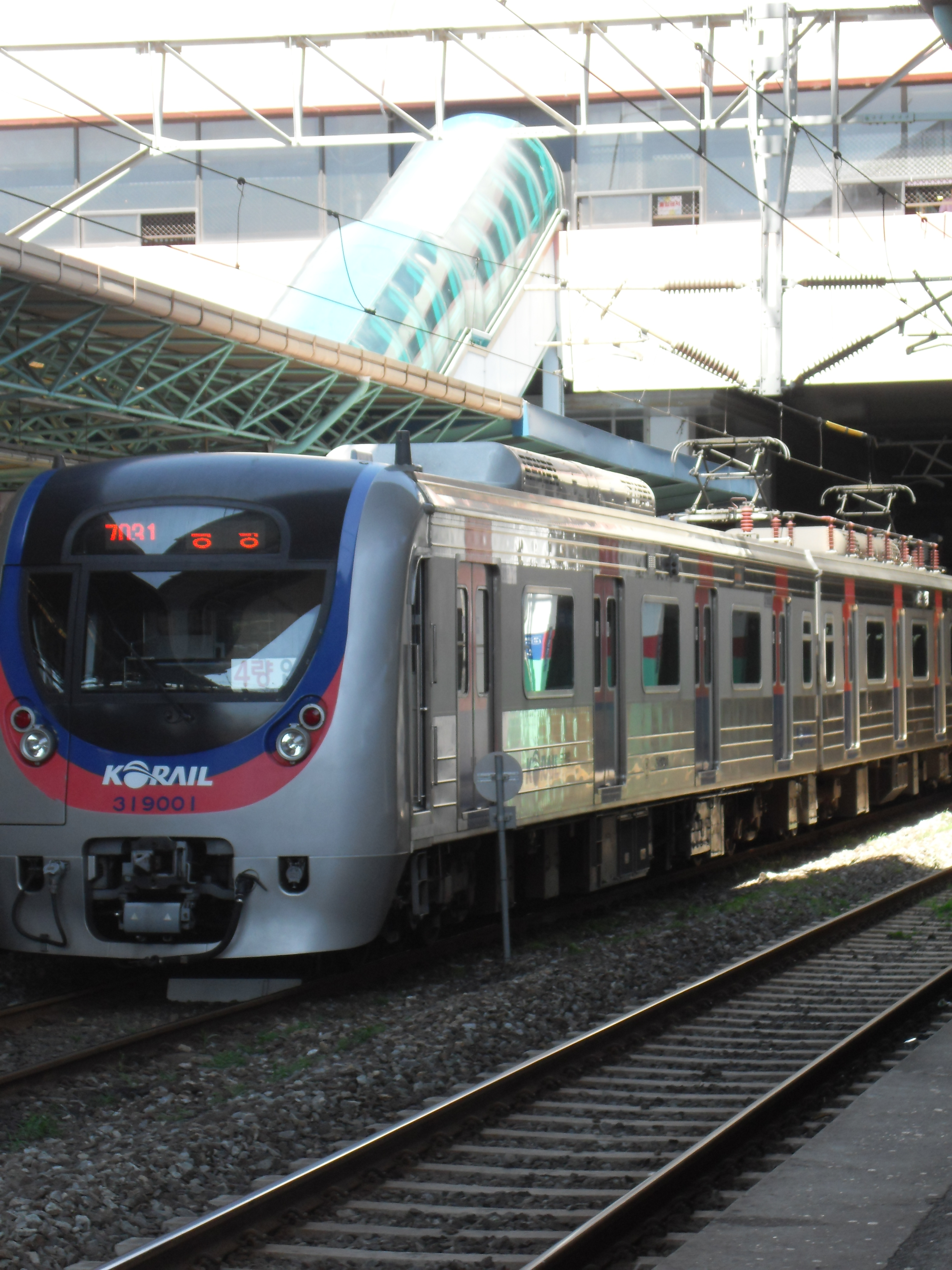
Tàu 4 toa đến Gwangmyeong
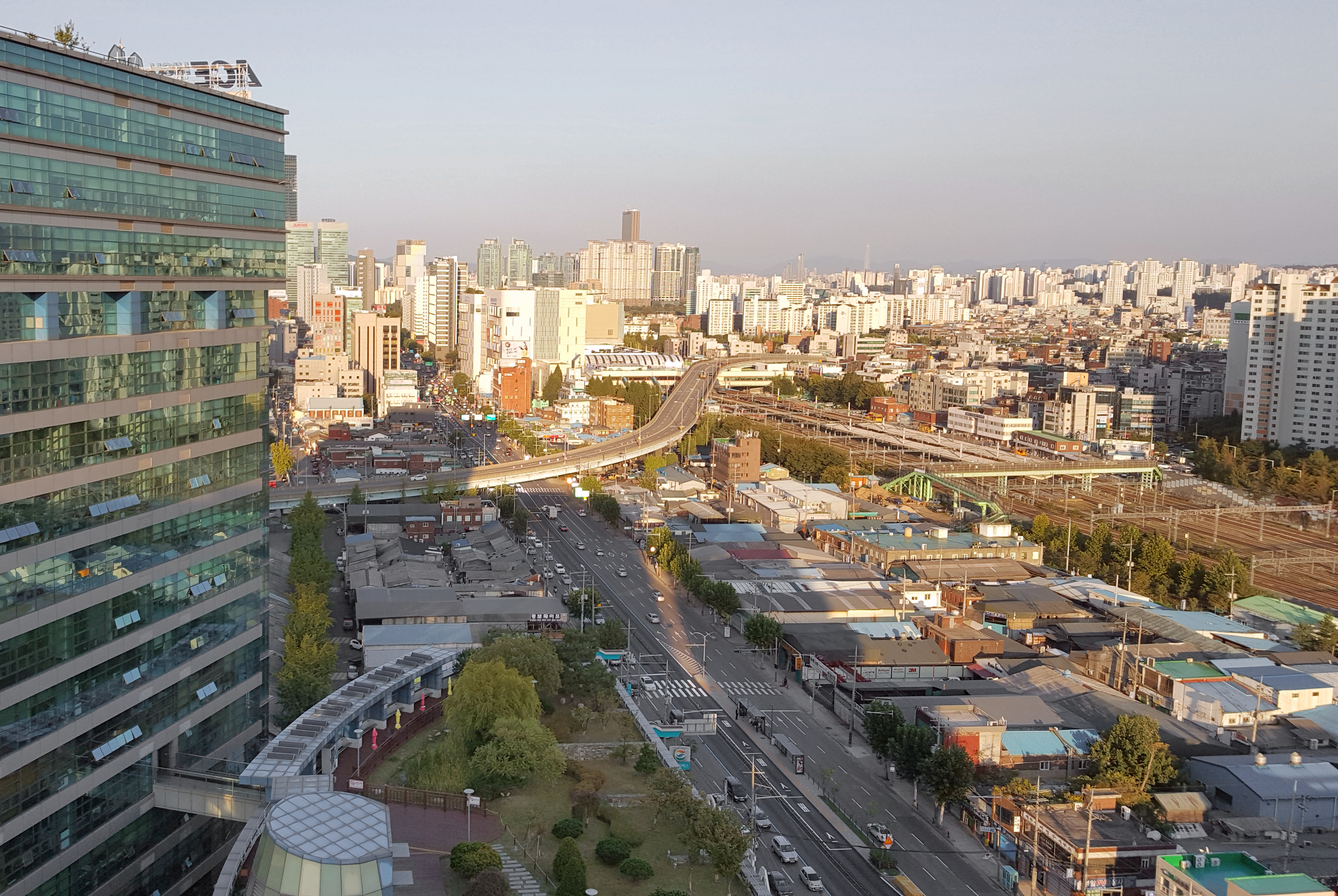
Ga Yeongdeungpo và Cầu vượt ga Yeongdeungpo đối diện nhau
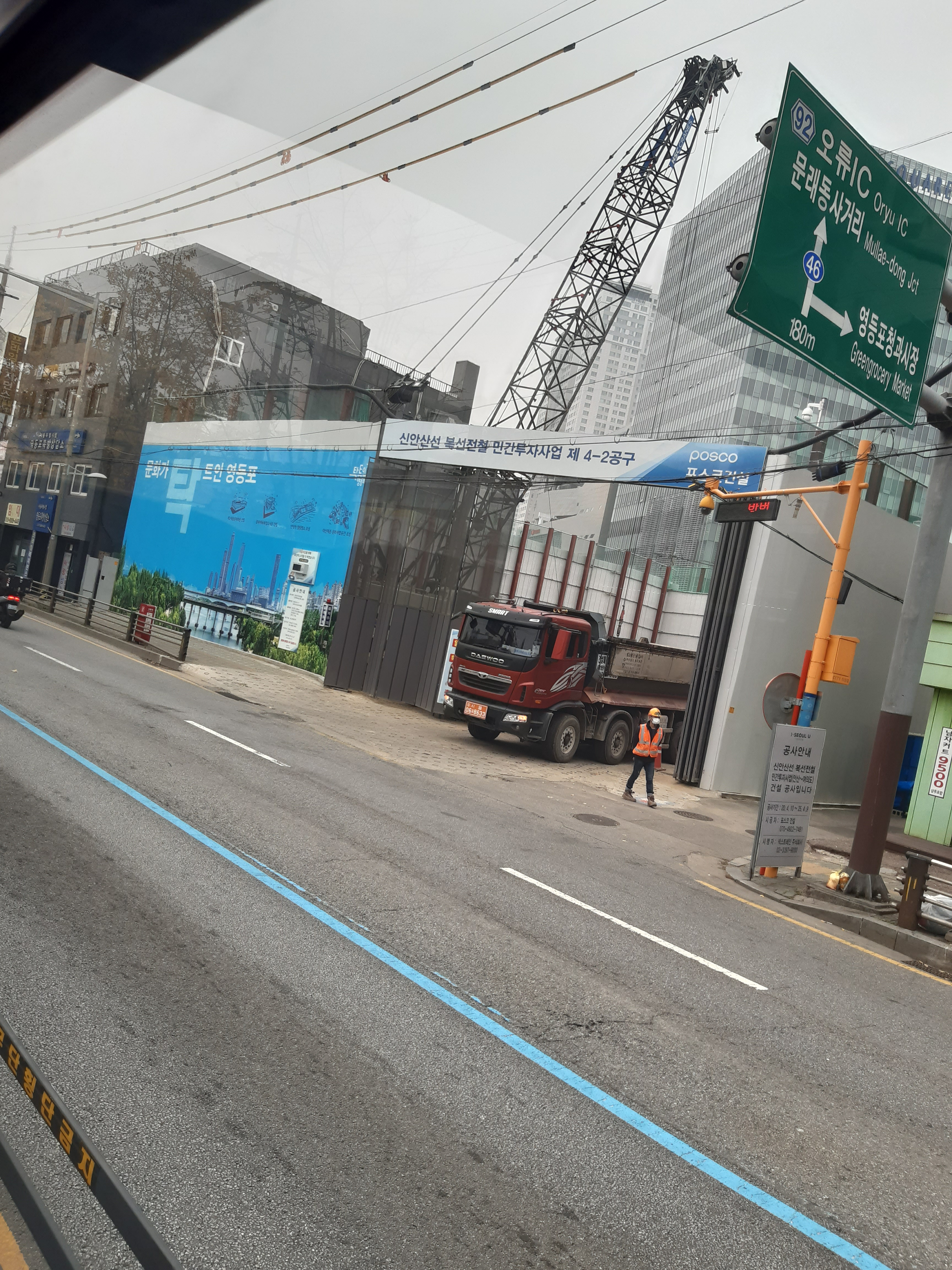
Ga Yeongdeungpo trên Tuyến Sinansan đang được xây dựng
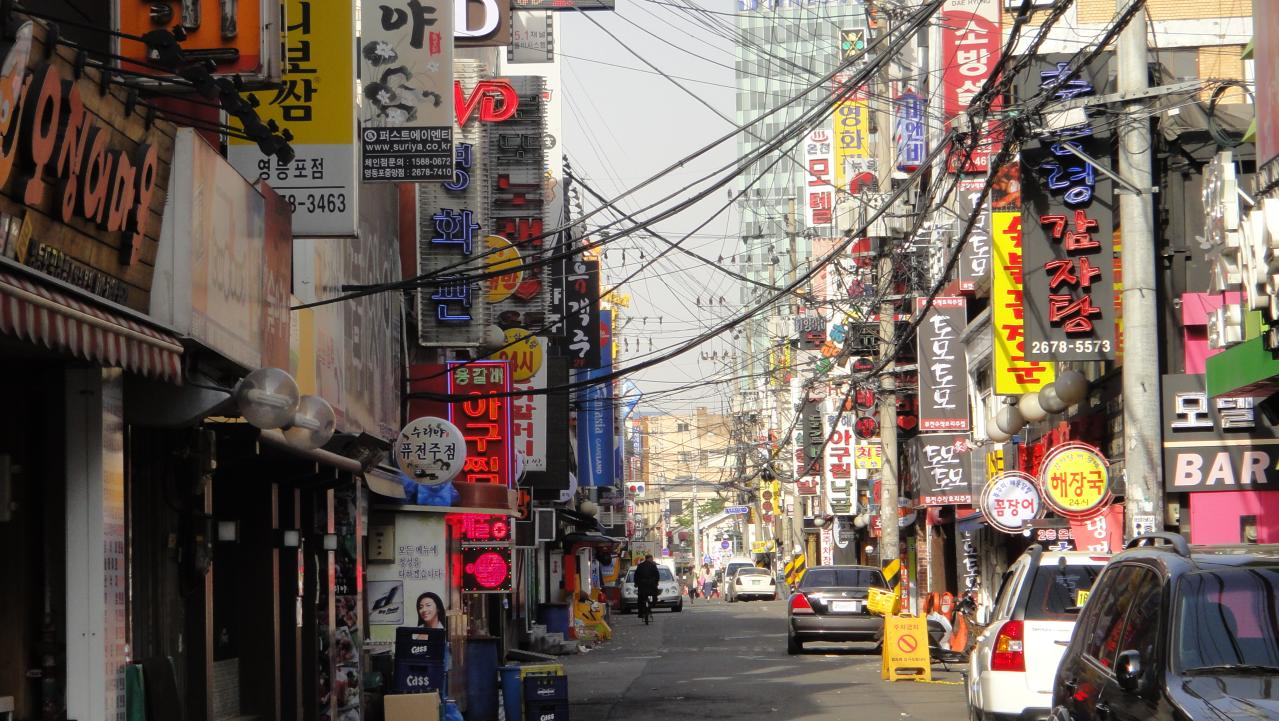
Một con hẻm gần ga Yeongdeungpo năm 2011